# Richard Colt Hoare
Sir Richard Colt Hoare (9. prosince 1758 – 19. května 1838) byl anglický cestovatel, archeolog, spisovatel a umělec. Je jednou z prvních osobností podrobně se zabývajících výzkumem historie Wiltshiru, svého rodného kraje.

## Život
Byl potomkem Richarda Hoare, zakladatele rodinné banky C. Hoare & Co. V mládí navštěvoval školy ve Wandsworthu a Greenfordu, vzdělání v klasických vědách se mu dostalo od reverenda Josepha Eyre.
V roce 1785 zdědil po svém dědovi panství Stourhead, což mu umožnilo věnovat se archeologické činnosti, pro kterou projevil sklony již dříve.
Roku 1783 se oženil ale již za dva roky ztratil po porodu manželku i druhého syna. Po jejich smrti se se vydal na cesty po Francii, Itálii a Švýcarsku. V roce 1788 zdědil titul baronet a další rok se opět vydal na cestu po kontinentální Evropě, kterou později popsal v knihách Recollections Abroad (1815) a A Classical Tour through Italy and Sicily (1819). Během těchto cest pořizoval skici jím navštívených míst. Poté cestoval po Walesu a v souvislosti s těmito cestami přeložil dvě díla o Walesu (Itinerarium Cambriae a Descriptio Cambriae) středověkého kronikáře Geralda z Walesu, doplnil je svými poznámkami a životopisem autora. Dílo bylo vydáno v roce 1804 a revidováno Thomasem Wrightem roku 1863. Další cestopis, tentokráte z cesty po Irsku podniknuté roku 1805, vydal v roce 1807. Z navštívených míst opět pořizoval vlastnoruční skici a zachytil tak mnoho pravěkých památek, zejména megalitických staveb a mohyl.
V roce 1792 se stal čelem královské společnosti a na rok 1805 byl jmenován Šerifem Wiltshirským. Sir Richard Hoare zemřel na svém panství Stourhead v roce 1838. Jeho mauzoleum se nachází v kostele sv. Petra ve Stourton ve Wiltshire.

## Archeologická činnost
Roku 1803 se Richard Hoare seznámil s obchodníkem a archeologem Williamem Cunningtonem a rozhodl se financovat jeho na svou dobu velmi kvalitní archeologickou práci. Z obou se brzy stali stálí partneři. Své úsilí věnovali výzkumu mohylníků ve Wiltshire a z jejich výzkumů byla za přispění kresliče a měřiče Phillipa Crockera pořízena podrobná dokumentace.
Společně vykopali 379 mohyl zejména z doby bronzové a prováděli výkopy mimo jiné ve Stonehenge v okolí padlého trilitu, kde zjistili, že byl původně vztyčený. V době před nástupem třídobé periodizace však byly Hoarovy pokusy o chronologické zařazení mohyl málo úspěšné. Výsledky archeologických výzkumů, stojících zejména na Cuningtonových výkopech, ale i Hoarových povrchových pozorováních, popisech a teoretických úvahách, shrnul v knize Starodávné dějiny Wiltshiru (The Ancient History of Wiltshire) (1810). Nevýznamnějším jeho dílem je rozsáhlá publikace archeologických výzkumů Starodávné dějiny severního a jižního Wiltshiru (Ancient History of North and South Wiltshire) vyšlá v letech 1812-1819.

## Publikace
- The Historical Works of Giraldus Cambrensis, (obsahuje Hoarův překlad a poznámky)
- Journal of a tour in Ireland, 1806 (1807)
- The Ancient History of Wiltshire, 1810
- Ancient History of North and South Wiltshire, 1812 -1819
- A Catalogue of Books Relating to the History and Topography of Italy, 1812
- A Tour Through the Island of Elba, 1814
- Hints to travellers in Italy, 1815
- Recollections abroad, during the years 1790, 1817
- A Classical Tour Through Italy and Sicily, 1819
- A Letter, Stating the True Site of the Ancient Colony of Camulodunum, 1827